# 医療機器法
大韓民国の医療機器法（いりょうききほう／의료기기법／ウィリョキキポプ）は、医療機器について規定し国民の保健向上に寄与することを目的とした大韓民国の法律（2003年法律第06909号）である。
韓国において、医療機器の規制や取り扱いは、1963年に薬事法が制定されて以来2003年まで、医薬品、医薬部外品、化粧品とともに薬事法において定められてきたが、2003年に本法が成立し、以降は医療機器の定義、製造・輸入・販売・取り扱い方法等については本法で扱うこととなった。

## 構成
- 第1章　総則

法の目的、用語の定義などを規定している。
- 第2章　医療機器委員会

- 第3章　医療機器の製造等

製造業、輸入販売業、修理業、販売業及び賃貸業について規定している。
- 第4章　医療機器の取扱い等

広告、表示、取り扱い方についての規定である。
- 第5章　管理

埋込み型医療機器のトレーサビリティの確保、記録の作成保存等について定めている。
- 第6章　監督

- 第7章　補則

- 第8章　罰則

- 附則